# 星暹日報
《星暹日報》是一家位於泰國曼谷的中文報紙，創立於1950年6月23日，最初以傳統繁體中文編印，2013年11月5日在曼谷簽約，與中華人民共和國南方報業傳媒集團聯合主辦。在2010年後，改以簡體中文編印。

## 現狀
根據其2016年2月7日頭版顯示，董事長为鄭芷蓀，社長鄭鵬飛。截至2016年2月，在曼谷售價為5泰銖，在泰國其它地區為6泰銖。

## 外部連結
- 官方网站
- 星暹日報的新浪微博